# Waldemar Henrici
Waldemar Henrici (* 3. Februar 1878 in Bensberg; † 15. Februar 1950 in Marktbreit) war ein deutscher Generalleutnant im Zweiten Weltkrieg sowie Obergeneralarbeitsführer im Reichsarbeitsdienst.

## Erster Weltkrieg und Zwischenkriegszeit
Henrici trat 1896 in die Preußische Armee ein. 1906 wurde er zum Oberleutnant, 1911 zum Hauptmann befördert. Seit 1914 war er als Adjutant im Zentral-Departement des Preußischen Kriegsministeriums in Berlin. Während des Ersten Weltkriegs diente Henrici als Front- und Stabsoffizier und wurde 1916 zum Major befördert.
Nach dem Krieg wurde er 1919 dem Reichswehrministerium zugeteilt, wo er bis 1922 als Referent, danach als Abteilungsleiter arbeitete. Am 1. April 1921 wurde er zum Oberstleutnant befördert. Gleichzeitig studierte er Staatswissenschaften, und 1923 promovierte er zum Dr. rer. pol. mit seiner Dissertationsschrift „Die Kohlenwirtschaft Russlands in und nach dem Kriege“. Ab 1923 hielt er Truppenkommandos in der Reichswehr, wo er 1925 zum Oberst befördert wurde und seine Laufbahn vom 1. Januar 1928 bis zum 31. Januar 1929 als Kommandeur des 2. (Preußisches) Infanterie-Regiments in Allenstein im Wehrkreis I (Ostpreußen) beschloss. Am 31. Januar 1929 wurde er mit dem Charakter eines Generalmajors aus der Reichswehr entlassen. Danach arbeitete er im Reichswehrministerium.
Nach dem Beginn des NS-Regimes übernahm Henrici 1934 im Range eines Oberstarbeitsführers die Position des Arbeitsgauleiters im Arbeitsgau XXVIII (Franken) im Reichsarbeitsdienst (RAD). Henrici war dem seit 1933 amtierenden Staatssekretär im Reichsarbeitsministerium und späteren Reichskommissar für den Freiwilligen Arbeitsdienst und „Reichsarbeitsführer“, Konstantin Hierl, wahrscheinlich von seiner Tätigkeit im Reichswehrministerium bekannt. Am 18. Dezember 1935 wurde er zum RAD-Generalarbeitsführer, am 26. Juni 1943 zum RAD-Obergeneralarbeitsführer mit Rangdienstalter vom 1. Juli 1939 befördert.

## Zweiter Weltkrieg
Am 1. Juli 1939 wurde er vom RAD beurlaubt und wieder der Wehrmacht zur Verfügung gestellt. Am 12. Februar 1940 wurde er, als Generalmajor der Reserve, erster (und einziger) Kommandeur der neu aufgestellten 555. Infanterie-Division, die zusammen mit der 557. Infanterie-Division als Stellungsdivision am Oberrhein im Verband des XXV. Armeekorps und der 7. Armee (General der Artillerie Friedrich Dollmann) in Baden-Württemberg der Maginot-Linie gegenüberlag und schließlich am 15. Juni 1940 zum Angriff auf Frankreich über den Rhein ging („Operation Kleiner Bär“). Die Division wurde im Juli dem Befehlshaber des Ersatzheeres unterstellt und mit Befehl vom 31. Juli 1940 zum 1. September 1940 in Bielefeld aufgelöst.
Bereits am 15. August 1940 übernahm Henrici, als Nachfolger von Generalleutnant Walter Wollmann, den Befehl über die seit Juli 1940 als Teil des XXX. Armeekorps in Polen stationierte 258. Infanterie-Division. Diese führte er beim Angriff auf die Sowjetunion im Juni 1941 im Verband des VII. Armeekorps der 4. Armee (Heeresgruppe Mitte) über Brest und Białystok, dann im August als Teil des XIII. Armeekorps der 2. Armee nach Babrujsk, danach im September als Teil des XII. Armeekorps der 4. Armee nach Jelnja. Anfang Oktober nahm die Division an der Doppelschlacht bei Wjasma und Brjansk teil. Dabei wurde Henrici, der am 1. Oktober 1941 zum Generalleutnant z.V. befördert worden war, bereits am 2. Oktober beim Beginn des deutschen Angriffs auf den Kessel von Wjasma verwundet und durch Generalmajor Karl Pflaum ersetzt.
Da ihm nach einer Minenexplosion der rechte Unterschenkel amputiert werden musste, wurde Henrici am 5. Dezember 1941 in die Führerreserve überstellt. Am 31. Dezember 1943 wurde seine Mobilmachungsbestimmung aufgehoben.

## Auszeichnungen
- Eisernes Kreuz (1914) II. und I. Klasse[5]
- Verdienstkreuz für Kriegshilfe[5]
- Preußisches Dienstauszeichnungskreuz[5]
- Bayerischer Militärverdienstorden IV. Klasse mit Schwertern[5]
- Ritterkreuz I. Klasse des Albrechts-Ordens mit Schwertern[5]
- Ritterkreuz I. Klasse des Friedrichsordens mit Schwertern[5]
- Fürstlich Schaumburg-Lippisches Kreuz für Treue Dienste[5]
- Österreichisches Militärverdienstkreuz III. Klasse mit der Kriegsdekoration[5]
- Silberne Liakat-Medaille mit Säbel[5]
- Eiserner Halbmond[5]